# Чесноков, Юрий Иванович
Ю́рий Ива́нович Чесноко́в (25 января 1952, Кимры, Калининская область — 20 ноября 1999, Москва) — советский футболист. Мастер спорта международного класса (1979). Нападающий ЦСКА (Москва) и сборной СССР. Майор запаса.

## Биография
Выступал за команды «Волга» (Калинин), «Локомотив» (Москва), ЦСКА, «Спутник» (Кимры).
В возрасте 20 лет впервые вошёл в 33 лучших, выступая за «Локомотив». Забил 80 мячей в высшей лиге чемпионата СССР.
По окончании карьеры служил в ГСВГ и частях Ленинградского военного округа начальником физической подготовки. В 1991 году уволен в запас за нарушение дисциплины — так как не хотел жить без семьи. Работал в спортивном кооперативе, играл за ветеранские клубы.

Могила Юрия Чеснокова на Покровском кладбище

Скончался от онкологического заболевания. Похоронен на Покровском кладбище (18 уч.).
Сын Дмитрий (1973—2019) также был футболистом.

## Достижения
- Чемпион Спартакиады народов СССР 1979 года в составе сборной Москвы
- Член клуба Григория Федотова (104 мяча)
- В списке 33 лучших — 4 раза (1972, 1974, 1976, 1977), под № 1 — 1 раз (1977)
- За сборную СССР провёл 13 матчей, забил 5 голов